# Vladimir Beba Popovic
Vladimir Beba Popovic (1958) è un attivista serbo, fondatore, nonché direttore, del think-tank regionale denominato Istituto delle politiche pubbliche, è anche l'ex dirigente dell'ufficio stampa e del portavoce del governo di Zoran Djindjic.

## Biografia
Nasce in Serbia nel 1958. Completa gli studi presso la facoltà di economia dell'Università di Belgrado. Alla fine degli anni ottanta diventa il primo dirigente per il territorio dell'ex Jugoslavia della catena multinazionale di agenzie pubblicitarie Ogilvy & Mather. Con l'introduzione del sistema pluripartitico in Serbia, Vladimir Popovic assume un ruolo importante nella vita politica serba d'opposizione e, fin dall'inizio, crea delle campagne pubblicitarie per la maggior parte dei partiti d'opposizione dell'epoca. Nel 1994 inizia la collaborazione permanente con il Partito Democratico ed il suo presidente, Zoran Djindjic. In quel periodo, Popovic era alla guida di tutte le campagne elettorali alle quali partecipano, oltre il PD, anche altre coalizioni di opposizione come ad esempio: Insieme, Alleanza per il cambiamento, eccetera. Inoltre, è responsabile della campagna elettorale della coalizione DOS (L'Opposizione Democratica di Serbia). In seguito ai cambiamenti democratici, Popovic entra a far parte del governo e partecipa alla presa in carico dell'Ufficio del primo ministro, dopodiché viene incaricato della creazione e gestione dell'ufficio stampa e del portavoce del governo della Repubblica di Serbia.  Rimane in carica fino alla metà del 2003 quando riprende a lavorare nell'azienda di sua proprietà, occupandosi delle attività promozionali.
A partire dal 2004, continua a sostenere attivamente il settore civile in Serbia. Partecipa ai numerosi progetti, soprattutto in collaborazione con il Comitato degli avvocati per i diritti umani Yucom di Belgrado e Biljana Kovacevic Vuco. È attivo nell'offrire i propri servizi e aiutare le parti civili in Serbia. Inoltre, partecipa alla creazione dei nuovi movimenti e partiti liberali e democratici. A partire dal 2005 vive e lavora tra Vienna, Londra e Podgorica. Ha conseguito numerose specializzazioni in marketing politico, amministrazione pubblica, media e applicazione delle strategie di comunicazione.